# Sinezona rimuloides
Sinezona rimuloides är en snäckart som först beskrevs av Carpenter 1865.  Sinezona rimuloides ingår i släktet Sinezona och familjen Scissurellidae. Inga underarter finns listade i Catalogue of Life.